# Hans-Martin Rauch
Hans-Martin Rauch (* 7. Januar 1945 in Bayrischzell) ist ein deutscher ehemaliger Landeskirchenmusikdirektor der evangelischen Landeskirche in Bayern.

## Leben und Wirken
Rauch studierte Kirchenmusik an der Kirchenmusikschule Bayreuth und an der Musikhochschule München, an der er 1972 das kirchenmusikalische A-Examen und die künstlerische Staatsprüfung ablegte.
Von 1972 bis 1975 war Rauch Kantor an der Apostelkirche in München-Solln und von 1976 bis 1991 Stadt- und Bezirkskantor an der Morizkirche in Coburg sowie Leiter des Coburger Bachchores. 1983 wurde er zum Kirchenmusikdirektor ernannt. 1991 folgte die Ernennung zum Landeskirchenmusikdirektor der Evang.-Luth. Kirche in Bayern im Teildienst, außerdem leitete er die Kirchenmusik an St. Sebald in Nürnberg. Dieses Amt hatte er bis 2001 inne. 2004 ging er in den Vorruhestand und lebte seitdem in St. Quirin am Tegernsee.
Hans-Martin Rauch erlangte neben seiner Tätigkeit als Kirchenmusiker in den Jahren 2008 und 2009 mediale Aufmerksamkeit durch den Mord an seiner Frau Barbara, einer Volkshochschuldozentin. 2009 wurde er dafür zu lebenslanger Haft verurteilt.

## Kompositionen
- Choral Die Sonne geht auf: Christ ist erstanden! (1980) im Evangelischen Gesangbuch, Regionalteil Bayern, Nr. 556
- Choralvorspiel Vergiss nicht zu danken dem ewigen Herrn. Carus, 1994.

## Diskografie
- Toccaten und Fugen, gespielt an der großen Orgel der St. Sebald-Kirche, Nürnberg. CD. Diamo
- J. S. Bach: Konzerte für Orgel / Pastorale / Schübler-Choräle. (Hans-Martin Rauch / St. Sebald-Kirche, Nürnberg). CD. Diamo.
- Bach: Hans-Martin Rauch spielt an der großen Orgel der St. Moriz-Kirche zu Coburg. CD. Diamo.
- Orgelvariationen – Hans-Martin Rauch spielt an der Sandtner-Orgel der Philippuskirche Rummelsberg. CD. Diamo.
- Fantasien, Präludien und Fugen. CD. Diamo, 1998.
- Weihnachtliche Orgelmusik in der Friedenskirche Bad Wiessee. CD. 2007.